# Municipio de Levan
El municipio de Levan (en inglés: Levan Township) es un municipio ubicado en el condado de Jackson en el estado estadounidense de Illinois. En el año 2010 tenía una población de 850 habitantes y una densidad poblacional de 8,93 personas por km².

## Geografía
El municipio de Levan se encuentra ubicado en las coordenadas 37°49′27″N 89°26′20″O / 37.82417, -89.43889. Según la Oficina del Censo de los Estados Unidos, el municipio tiene una superficie total de 95.23 km², de la cual 86,39 km² corresponden a tierra firme y (9,28 %) 8,84 km² es agua.

## Demografía
Según el censo de 2010, había 850 personas residiendo en el municipio de Levan. La densidad de población era de 8,93 hab./km². De los 850 habitantes, el municipio de Levan estaba compuesto por el 97,53 % blancos, el 0,82 % eran afroamericanos, el 0,82 % eran amerindios, el 0,35 % eran asiáticos y el 0,47 % eran de una mezcla de razas. Del total de la población el 0,94 % eran hispanos o latinos de cualquier raza.